# La Sacra Bibbia (film)
La Sacra Bibbia è un film del 1920 per la regia di Pier Antonio Gariazzo.